# Ducat de Verona
El ducat de Verona va ser un dels ducats establerts pels llombards a Itàlia. Verona va ser una de les primeres ciutats a caure a la tardor de 568, sota el regnat dels longobards dirigits per Alboí, qui la va fer el seu quarter general. A Verona Alboí va morir en 572, assassinat en la conspiració de la seva dona Rosamunda. La constitució del ducat es va produir molt probablement, en aquests mateixos anys, potser des de finals de l'any 568.

## Història
Antiga seu del palau reial de Teodoric el Gran, i cruïlla de comunicació entre la Longobardia Maior i el ducat de Baviera, Verona fou una de les principals ciutats del regne llombard. El 589 la regió va ser devastada per una inundació catastròfica, tant és així que Pau el Diaca parla d'"una inundació que es creia que no havia produït des dels dies de Noè". Les esllavissades de terra destruir terres agrícoles i viles, carreteres i senders van ser esborrats, i el 17 d'octubre del riu Adigio es va desbordar i va inundar la ciutat, enderrocant part de les parets de les cases i edificis. Es va salvar només, segons el que referixen el papa Gregori I i el mateix Pau el Diaca, la basílica de Sant Zenó, on l'aigua no va penetrar tot i haver arribat a l'altura de les finestres superiors. Dos mesos més tard, la ciutat va ser arrasada de nou, ara pel foc.
En 590 Verona va acollir la decisiva unió entre el rei Autari i la princesa bavaresa Teodolinda, però poc després el territori del ducat va ser devastat per una incursió de guerrers francs enviats pel seu rei Khildebert II. El successor d'Autari, Agilulf, va enfrontar des dels primers anys del seu regnat, la rebel·lió de diversos ducs. Entre ells s'assenyala a Verona, Zangrulf, que va ser assassinat pel rei al voltant de 594. Uns mesos més tard, al voltant de 595, el ducat va ser devastada una vegada més per un desastre natural: una malaltia virulenta.
Pau el Diaca recorda com el seu contemporani el duc Giselpert, va profanar la tomba de Alboí - oculta per un tram d'escales adjacents al palau reial - i va robar l'espasa i el taüt funerari del gran rei. L'historiador l'estigmatitza afirmant que "per això, amb la vanitat solitària dels ignorants", es vantava d'haver vist Alboí". De temps de Liutprand (712-744) recorda també algunes vegades al profeta Teudelapi, oriünd del ducat i capaç de predir el futur.